# Derick op den Graeff
Derick Isaacs op den Graeff, también conocido como Dirk, Dirck, Derrick Isaacs op den Graeff, Opdengraef, Opdengraff así como Op den Gräff (1646 en Krefeld - 24 de mayo de 1697 en Germantown, Filadelfia, Pensilvania) fue uno de los llamados Original 13, el primer grupo cerrado de emigrantes alemanes a América del Norte, un fundador original de Germantown, Pensilvania, así como un líder cívico. Como un temprano abolicionista fue firmante de la primera protesta religiosa organizada contra la esclavitud en la América colonial. Él, o su hermano Abraham op den Graeff, son brevemente mencionados en el poema de John Greenleaf Whittier "The Pennsylvania Pilgrim" simplemente como "Op Den Graaf".

## Biografía

### Primeros años

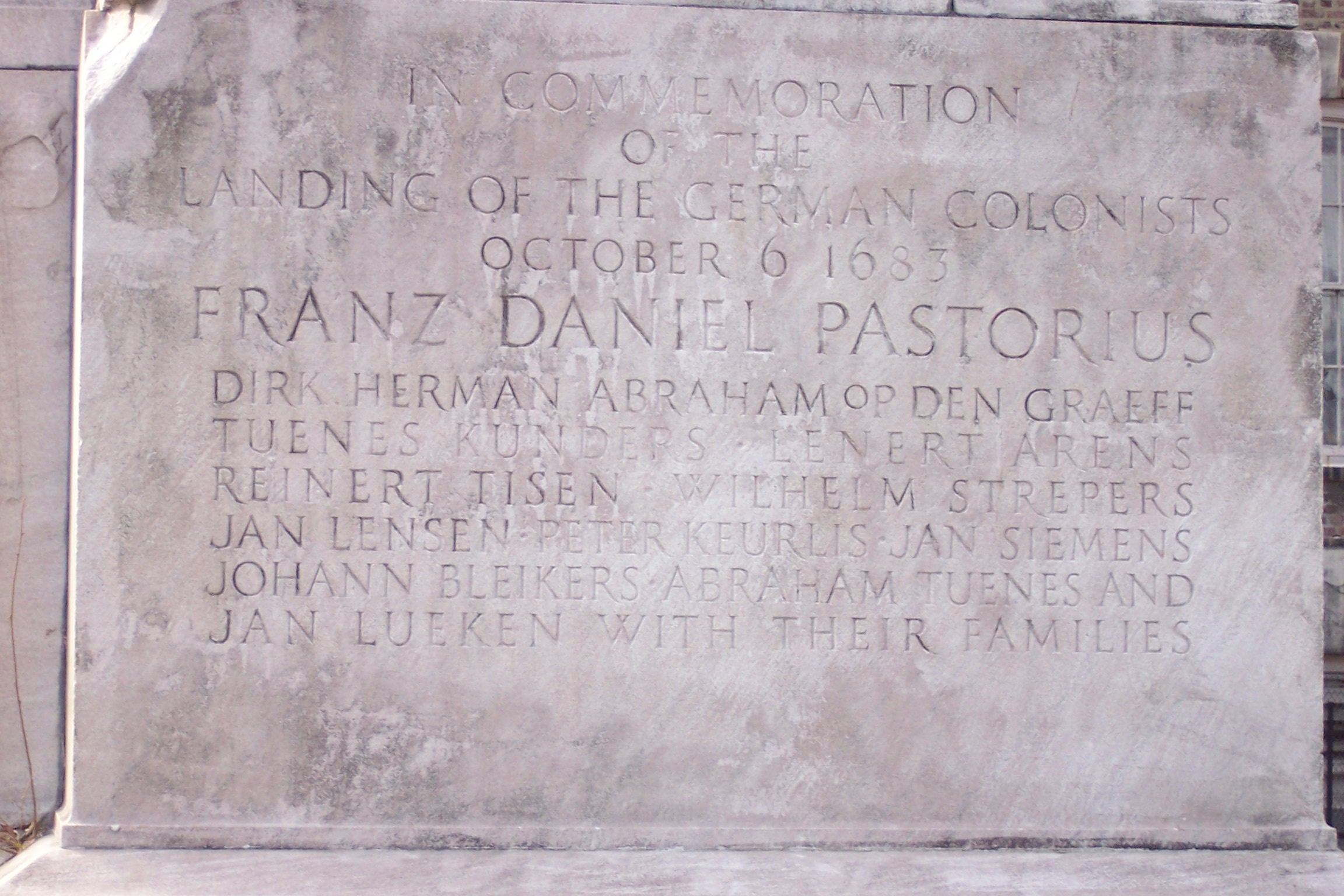
Placa de inscripción con los nombres de los hermanos Op den Graeff

Derick op den Graeff nació de Isaac Herman op den Graeff (1616–1669) y Margaret 'Grietgen' Peters Doors (alrededor de 1620–1683). El exlíder menonita Herman op den Graeff fue su abuelo. La familia Op den Graeff eran originalmente menonitas.

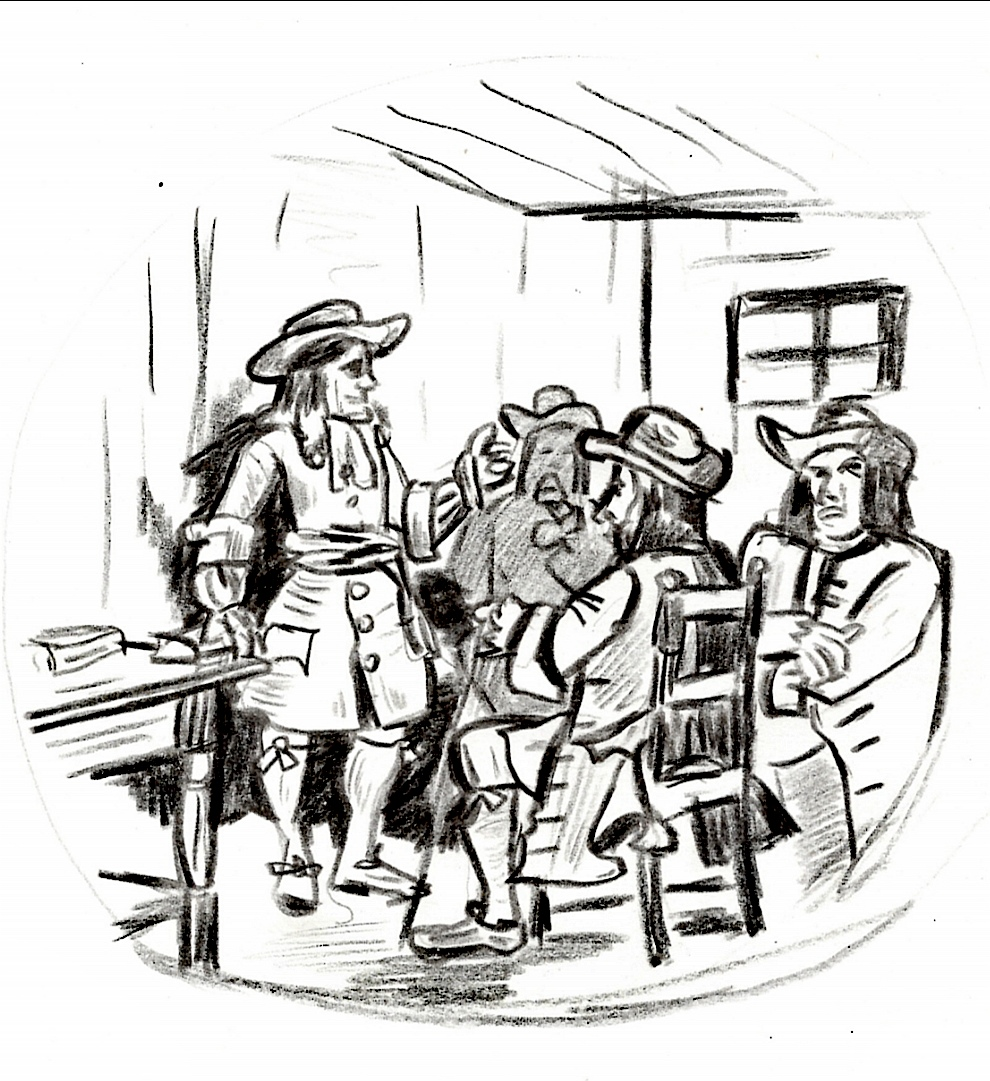
William Penn habla con los (futuros) fundadores de Germantown, Pensilvania, Francis Daniel Pastorius, Derick y Abraham op den Graeff

El trabajo misionero de los cuáqueros en el valle del Rin inferior y medio durante la década de 1660 resultó en la conversión de varios menonitas en y alrededor de Krefeld. Entre estos conversos estaban Derick op den Graeff y su familia. Los cuáqueros no eran tan fácilmente tolerados por la gente de Krefeld. En 1679, cinco de ellos, incluido el hermano de Derick, Herman op den Graeff, fueron exiliados a la fuerza de Krefeld. Es posible que Derick haya pertenecido a esas personas. Eventualmente se les permitió regresar gracias a la presión de los cuáqueros ingleses, pero para entonces la Colonia de William Penn estaba siendo establecida (1681-1682). Los Op den Graeff eran de hecho primos de Penn. En 1682 Derick se casó con Nölken Vyken de Kempen en una boda cuáquera en Krefeld. La oportunidad de seguir sus creencias cuáqueras sin temor a persecución fue sin 

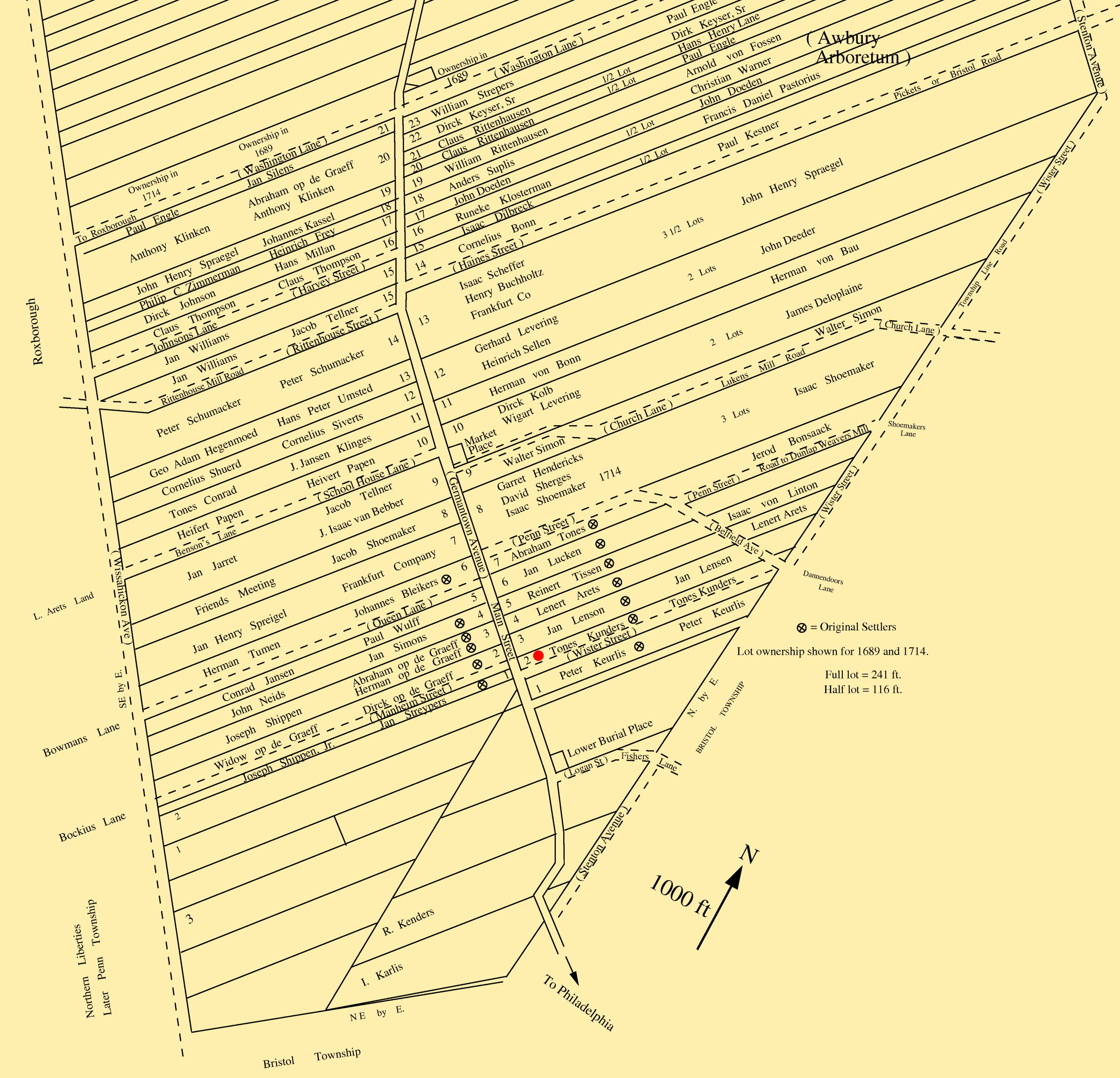
Plano de los lotes en Germantown, Pensilvania, en 1689, que muestra a los propietarios de lotes en 1689 y 1714. Derick op den Graeff poseía el lote 2.

duda un factor importante en su decisión de emigrar de Krefeld. Derick se convirtió en el líder de las primeras 13 familias, los llamados Original 13, que partieron, incluyendo a sus hermanos Herman y Abraham y sus familias, llegando a Filadelfia, Provincia de Pensilvania en el Concord en octubre de 1683. Los tres Op den Graeffs tenían otro hermano, Adolphus Op Den Graeff (* 1648), que no se unió a la emigración pero se estableció cerca de Koblenz antes de 1680. Su nieto John William (Johan Wilhelm) op den Graeff (1732 - entre 1800 y 1804) también emigró a Pensilvania en 1753. Sus descendientes unieron su nombre en Updegrove.

### Asentamiento en Germantown

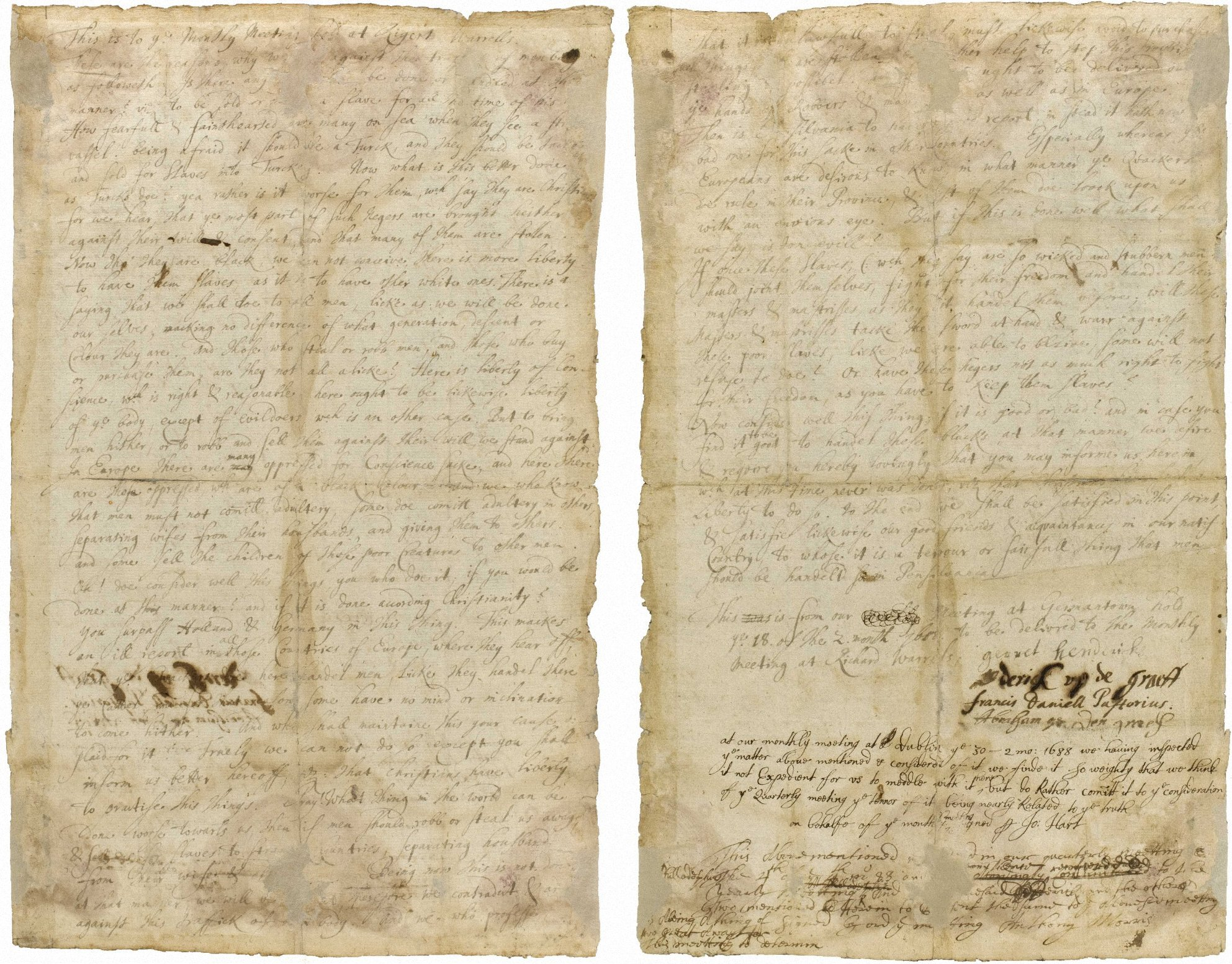
La petición fue el primer documento público estadounidense que protestó contra la esclavitud. También fue una de las primeras declaraciones públicas escritas de derechos humanos universales.

Derick op den Graeff y su familia fueron una de las trece familias originales que fundaron Germantown. Continuó con su oficio de tejedor de lino y se mantuvo destacado en la vida cívica y religiosa de Germantown.

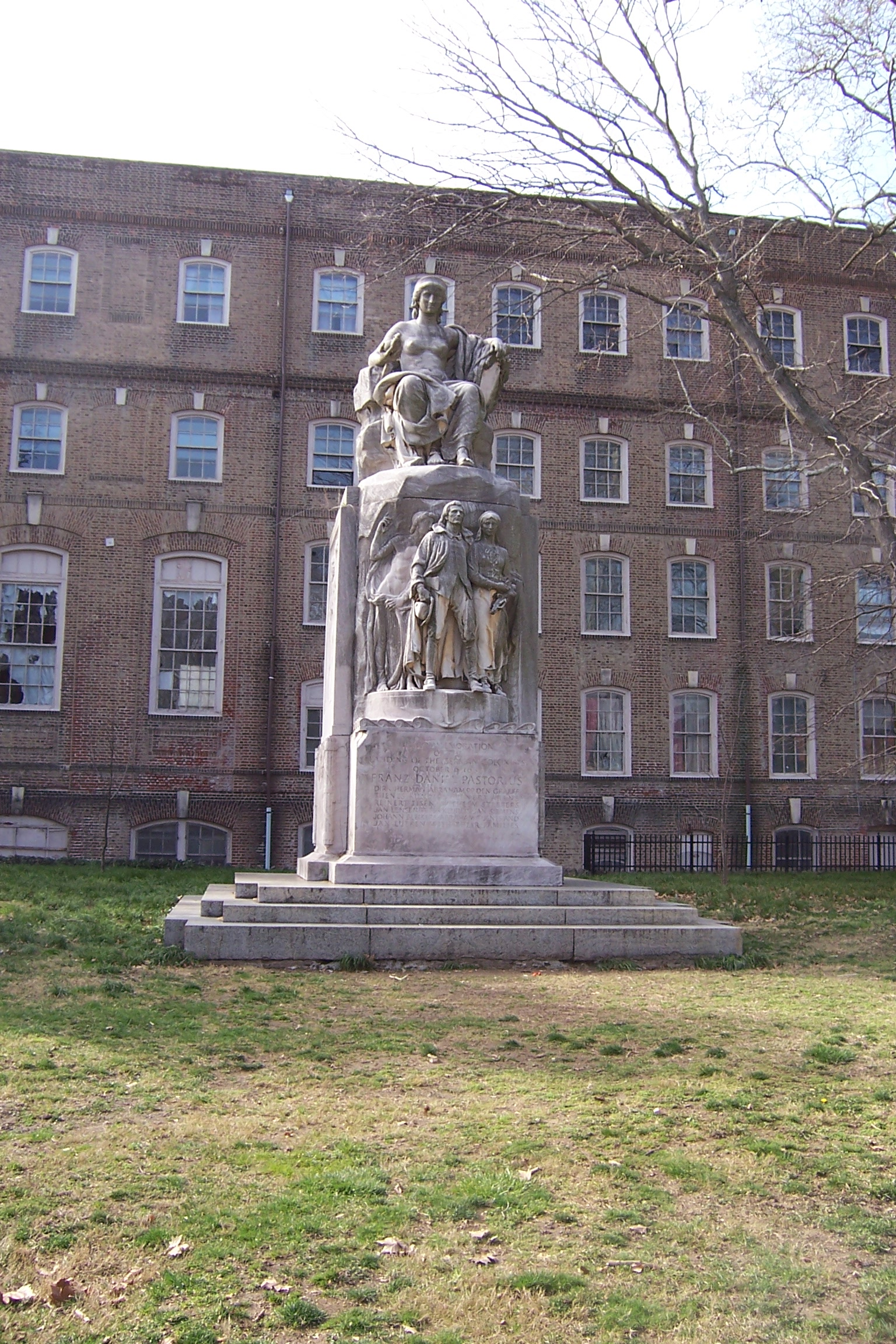
Monumento en Vernon Park, Filadelfia, en memoria de Francis Daniel Pastorius y los primeros colonos.

Entre los colonos de Krefeld, probablemente fueron los cuáqueros quienes impulsaron el rechazo a la esclavitud. Las 13 familias de Krefeld habían oído hablar del comercio de esclavos en las colonias americanas por primera vez en Róterdam durante su viaje a Pensilvania. No podían imaginar que podrían poseer esclavos en la tierra del amor fraternal. Sin embargo, la realidad era diferente: los puritanos y cuáqueros, que de otro modo abogaban por los derechos humanos universales, no tenían problemas con la trata de personas y no creían que estuviera mal. En 1688, cinco años después de su llegada, Derick, junto con su hermano Abraham, Francis Daniel Pastorius y Gerrit Hendricksz, firmaron la primera petición religiosa organizada contra la esclavitud en las colonias, la Petición cuáquera de Germantown contra la esclavitud de 1688  en la casa de Thones Kunders. Firmó la petición como derick op de graeff. Es razonablemente seguro que Derick la presentó en la reunión trimestral a Richard Worrall y es el único nombre mencionado en relación con la presentación en la reunión anual.
Al igual que su hermano Herman, Derick op den Graeff fue miembro de la reunión cuáquera de Germantown. Fue burgomaestre y en 1689 fue nombrado uno de los once miembros fundadores de la corporación de Germantown por William Penn, y junto con otros tres, uno de los primeros burgomaestres. En 1691, Thomas Lloyd, Vicegobernador de Pensilvania, había concedido la naturalización a sesenta y dos de los primeros colonos de Germantown como ciudadanos de Pensilvania (y por lo tanto de Inglaterra) con el estatus de freeman incluyendo a los tres hermanos Op den Graeff y también a otros miembros importantes del asentamiento, Pastorius y William Rittenhouse.
Alrededor de 1691, el cuáquero George Keith concluyó que los cuáqueros se habían desviado demasiado del cristianismo ortodoxo. Esto llevó a grandes diferencias de opinión con sus compañeros creyentes. Los cuáqueros de Krefeld ya estaban involucrados en la controversia. Los defensores cuáqueros de Krefeld fueron los hermanos Abraham y Herman op den Graeff, quienes apoyaron a Keith. Su oponente fue su hermano Derick op den Graeff, quien apoyó a los cuáqueros conservadores y también cofirmó el juicio contra Keith, que lo excluyó de la comunidad cuáquera. Fue multado con cinco libras por un tribunal secular. Herman, por otro lado, fue uno de un grupo de 69 hombres que escribieron una carta defendiendo a Keith. Ninguna otra familia alemana estuvo tan profundamente involucrada en el conflicto como los Op den Graeff.
En 1692, Derick op den Graeff fue uno de los seis "miembros del comité" de la ciudad, y en 1693-1694 fue el Bailío o director ejecutivo (Burgomaestre). Fue miembro de la reunión cuáquera de Germantown. Murió sin descendencia en 1697.

### Escudo de armas

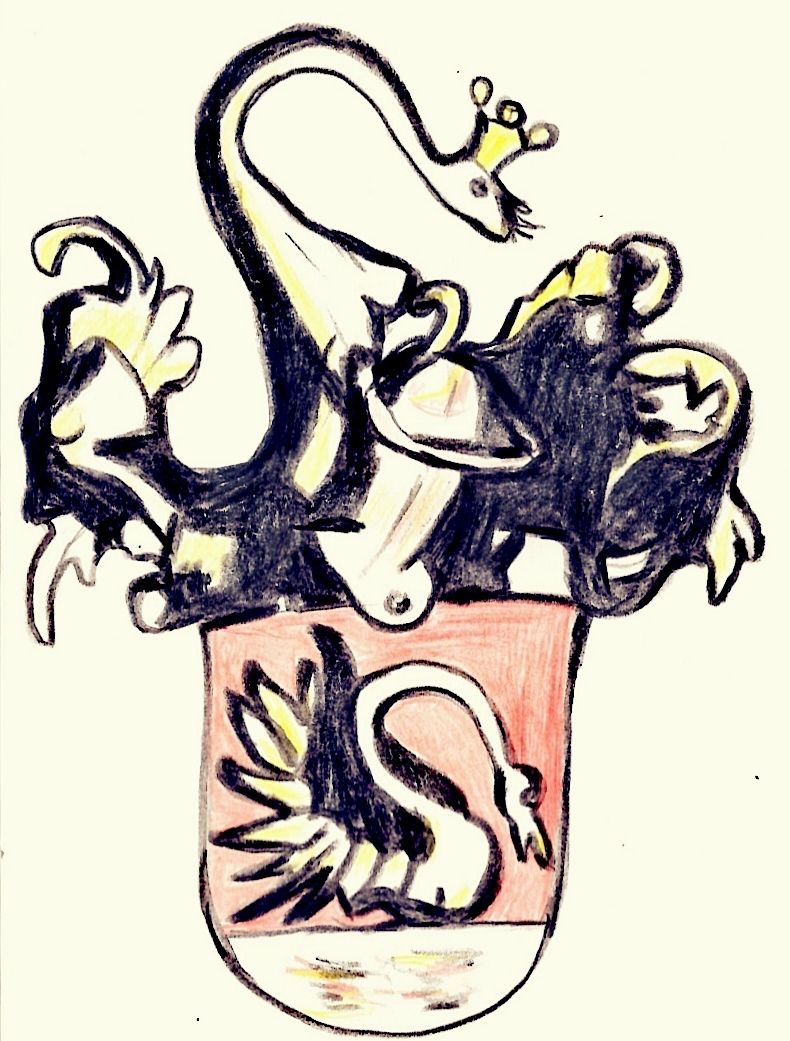
Posible, pero no probado escudo de armas Op den Graeff como descendientes de Herman op den Graeff (Representación heráldica de Matthias Laurenz Gräff basada en la vidriera Op den Graeff de Krefeld de 1630, que puede representar el "cisne Lohengrin" del escudo de armas de Kleve en una ventana)

Hay una referencia sobre las vidrieras Op den Graeff de Krefeld con una descripción del escudo de armas de Herman op den Graeff encontrada en el patrimonio de W. Niepoth (carpeta op den Graeff) en los archivos de la ciudad de Krefeld, quien anotó una carta fechada el 17 de noviembre de 1935 de Richard Wolfferts a Dr Risler: Vi la vidriera del escudo de armas en el viejo museo: 'Herman op den Graeff und Grietgen syn housfrau' o algo similar. Escudo de armas - En el signo un cisne plateado en azul. Decoración del casco (creo): Cisne creciente.

## El Peregrino de Pensilvania
Derick o su hermano Abraham son brevemente mencionados en el poema abolicionista de John Greenleaf Whittier "The Pennsylvania Pilgrim", publicado en 1872.
| "Hablando de viejas escenas hogareñas, op den Graaff. Bromeó con su bastón calzado sobre los bajos retrasos, hasta que las brasas rojas estallaron en una risa y una danza de llamas, como si quisieran aplaudir. El rostro áspero, mitad tierno, mitad äußere, tocado con el patetismo de una lágrima nostálgica!"—— John Greenleaf Whittier. |